# Vila Jaroslava Šaldy
Vila Jaroslava Šaldy je rodinná vila v Praze 5-Smíchově v ulici Na Hřebenkách. Od 23. října 2002 je chráněna jako nemovitá kulturní památka České republiky.

## Historie
Funkcionalistickou vilu postavenou v roce 1928 pro ředitele nakladatelství Melantrich Jaroslava Šaldu navrhl architekt Jan E. Koula. Roku 1937 získal dům přístavbu navrženou Františkem Zelenkou.

## Popis
Dvoupatrová funkcionalistická vila stojí uprostřed zahrady. Fasáda do ulice je řešená symetricky; v ose má dominující prosklené těleso schodiště, které půlkruhově vystupuje a převyšuje stavbu. Po stranách schodiště jsou prolomena úzká okna. V zahradní fasádě předstupuje první patro na kovových sloupech. Okna v prvním patře jsou pětidílná a horizontální, druhé patro má symetrické vstupy na terasu. Střecha je upravená jako terasa, kterou zakončuje kovové zábradlí z kulatých profilů.
Zahrada členěná drobnými architektonickými prvky má řadu cenných vzrostlých stromů. Od ulice je oddělena zděnou zídkou s kovovým oplocením se sloupkovým portikem vstupu.